# Сомоса Дебайле, Анастасио
Анаста́сио Сомо́са Деба́йле (исп. Anastasio Somoza Debayle; 5 декабря 1925, Леон, Никарагуа — 17 сентября 1980, Асунсьон, Парагвай) — никарагуанский политический и государственный деятель; 44-й и 45-й президент Никарагуа, с 1 мая 1967 по 1 мая 1972 года и с 1 декабря 1974 по 17 июля 1979 года. Фактически в качестве главы Национальной гвардии являлся главой страны с 1967 по 1979 год. Был последним правителем семейной «династии» Сомоса, фактически правившей Никарагуа с 1934 года.

## Биография
Имел прозвище «Тачито» (исп. Tachito — «свалочка нечистот»). Был третьим сыном в одной из самых богатых семей страны, семье генерала Анастасио Сомосы, главы Национальной гвардии и де-факто с 1934 года (после убийства генерала Сандино) главы государства. Учился сначала в католической школе Братьев христианских школ, затем в военных училищах в Никарагуа и США. В 1946 году окончил Военную академию США в Вест-Пойнте. Из-за того, что долгие годы в юности и молодости прожил в США, по-английски говорил лучше, чем по-испански.
По возвращении в Никарагуа взял на себя контроль над семейным бизнесом и начал свой собственный (в частности, возглавил компанию Dismotor, импортёр автомобилей Mercedes-Benz). В 1947 году был назначен своим отцом на должность начальника штаба Национальной гвардии. Принял активное участие в военном перевороте 26 мая 1947 года, в ходе которого был свергнут избранный президент Леонардо Аргуэльо Баррето. Позже стал ещё и главой местной Военной академии.
5 декабря 1950 года, когда ему исполнилось 25 лет, вступил в брак со своей кузиной Хоуп Портокарреро Дебайле. В этом браке у него родилось 5 детей. Познакомился со своей многолетней любовницей, Динорой Сэмпсон, когда ему было 37, а ей 15. В 1978 году, когда прессе стали известны детали его давней связи с любовницей, пара развелась. После развода Сэмпсон фактически жила с ним на положении жены как на родине, так и в эмиграции. 
После убийства отца в сентябре 1956 года президентом страны стал старший брат Анастасио, Луис Сомоса. К Анастасио перешёл пост командующего Национальной гвардией. В этой должности он провёл первые боевые действия против образованного в 1961 году Сандинистского фронта национального освобождения (СФНО). Однако брат страдал сердечными болезнями, поэтому передал свой пост сначала временному президенту, а потом и Анастасио, который был избран на этот пост 5 февраля 1967 года. 
При этом 22 января в Манагуа по приказу А. Сомосы была расстреляна небывалая в истории страны демонстрация (более 50 тысяч участников) за отмену выборов. Данные о жертвах разнятся: от более 100 до 1500 человек, при этом гостиница, где укрылись лидеры оппозиции, была обстреляна из танка, и разгромлены оппозиционные редакции газет.
Период правления в экономической сфере характеризовался широким привлечением банковского капитала США, массовым строительством торговых центров и ночных клубов в американском стиле (так, клуб Adlon стал крупнейшим в Центральной Америке). Вырос иностранный туризм. Однако уровень жизни населения постоянно снижался, в стране ширилось партизанское движение.
В 1972 году он передал в рамках компромисса с оппозиционной Консервативной партией на 2 года власть Национальной правительственной хунте в составе 3-х человек (2 либерала и 1 консерватор), оставив за собой пост командующего Национальной гвардией. После разрушительного землетрясения в декабре 1972 года был назначен председателем национального чрезвычайного комитета с широкомасштабными полномочиями по разрешению чрезвычайной ситуации, одновременно военным губернатором региона Манагуа и фактически правителем страны. Широкий международный резонанс получило полное расхищение им и его приближёнными 190-миллионной международной помощи жертвам землетрясения и многочисленные факты мародёрства со стороны нацгвардейцев. Тогда же возглавил специально созданное министерство национального восстановления.
1 сентября 1974 года был вновь избран на пост президента (получив 93 % голосов) и вступил на этот пост 1 декабря.
Параллельно владел десятками фирм, организаций и предприятий, имел многочисленную собственность в США и на Багамских островах, инвестировал большие суммы в экономику иных латиноамериканских стран, был акционером ряда американских и европейских банков, крупным акционером корпорации Nestlé. Только в столице страны Манагуа он владел 130 объектами собственности, включая дома, торговые центры и ночные клубы. Имел интересы в горнодобывающей промышленности, владел золотыми рудниками. Его компания была крупнейшим экспортером никарагуанского скота, он владел рыболовной флотилией страны, ему принадлежал крупнейший отель в Коста-Рике и сеть отелей на испанской Коста-Браве.

## Свержение
10 января 1978 года, после убийства гвардейцами главного редактора оппозиционной газеты «La Prensa» Педро Хоакина Чаморро (его супруга, Виолета Барриос де Чаморро, в дальнейшем стала президентом), в стране началось вооружённое восстание, которое режим вынужден был подавлять самостоятельно. Сомоса обращался к США за помощью. Вице-президент Никарагуа Луис Паласиос выступил в конгрессе США с речью, в которой умолял «Вы ещё проклянёте тот день, когда вам не хватило решимости остановить экспансию советского империализма на континенте», — но никого не убедил. 
С сентября 1978 года, когда война с сандинистами перешла в более активную фазу, отдавал приказы обстреливать артиллерией и бомбить авиацией города и населённые пункты, захваченные СФНО. Считается, что от рук Национальной гвардии и полиции погибло около 30 тысяч (по другим данным — 50 тыс.) мирных граждан. После заснятого на видеоплёнку и показанного по основным телеканалам США убийства солдатами американского журналиста Билла Стюарта резко сократилась иностранная военная поддержка правительства Сомосы и выросли симпатии к СФНО.
Сомоса написал своё письмо об отставке с поста президента 29 июня 1979 года в адрес Национального Конгресса. Однако он не передавал его, поскольку американские официальные лица не давали ему гарантии политического убежища в США (письмо было передано через госсекретаря Сайруса Вэнса только 14 июля). 16 июля Сомоса написал второе аналогичное письмо и представил его Конгрессу.
Вечером 16 июля он приказал выкопать из земли гробы с телами своего отца, Анастасио Сомосы Гарсиа, и старшего брата, Луиса Сомосы Дебайле, а также всех усопших членов семьи, правившей Никарагуа в течение 42 лет. Гробы, а также мешки с наличными деньгами и драгоценностями (личное состояние диктатора оценивалось в 400 млн долларов) заполнили грузовой отсек личного «Боинга» Сомосы, салон был заполнен его родственниками, соратниками и старшими офицерами Национальной гвардии. Сам он с 6 приближёнными вылетел в 2 ч. ночи (уже 17 июля) на вертолёте из района своего бункера на аэродром. Поручив полковнику Федерико Махиа исполнять свои обязанности командующего Национальной гвардией, а главе парламента Франсиско Уркуйо — обязанности президента страны, диктатор бежал в США. Однако менее чем через 2 дня полковник Махиа и временный президент Уркуйо вылетели в Гватемалу, а войсковое командование разбежалось, бросив солдат Национальной гвардии.
19 июля в Манагуа вступили отряды партизан «Сандинистского фронта национального освобождения» (СФНО).

## Эмиграция
Первое время жил в США, однако власти США не предоставили ему политическое убежище, затем жил на одной из своих вилл на Багамских островах, потом по приглашению президента Гватемалы Фернандо Лукаса Гарсия — в Гватемале. В конце концов он принял приглашение многолетнего диктатора Альфредо Стресснера и 17 августа 1979 года перебрался жить в Парагвай. Компанию ему составили его сводный брат генерал Хосе Сомоса, его сыновья Анастасио Сомоса Портокарреро и Роберто Эдуардо Сомоса Портокарреро, его многолетняя любовница Динора Сэмпсон и два десятка офицеров.
Он поселился в Асунсьоне в особняке, ранее принадлежавшем посольству ЮАР, вместе с любовницей, двумя племянниками и несколькими помощниками. Сразу же начал приобретать объекты недвижимости в Парагвае, купил более 25 тысяч гектаров земель и отель. Было также заявлено, что он купил асьенду в Бразилии за 20 миллионов долларов, угольные шахты в Колумбии и журнал Vision.

## Смерть
Бежавший из страны А. Сомоса был заочно приговорён к смертной казни. Приговор был приведён в исполнение в Асунсьоне 17 сентября 1980 года. Бронированный «Mercedes-Benz W116», в котором находился бывший диктатор, при проезде в центре парагвайской столицы остановился на красный свет, ему внезапно преградил дорогу грузовик, из которого нападавшие дали по автомобилю две автоматные очереди. Пули попали в лобовое стекло бронированного «Мерседеса». Затем из соседнего дома, где, предварительно изучив привычный маршрут поездок Сомосы, расположилась оперативная группа по исполнению приговора, раздались два выстрела из гранатомёта РПГ-7. После этого тело экс-диктатора изрешетили из автоматов, труп смогли опознать только по ногам. Один из нападавших позднее был схвачен и убит политической полицией Стресснера, остальные 6 скрылись. В 2001 году выяснилось, что казнь диктатора санкционировал один из лидеров СФНО Томас Борхе, а провела операцию группа аргентинцев из Революционной армии народа под руководством Энрике Горриарана.
Его останки были похоронены в Майами с разрешения американских властей в связи с тем, что его жена была американской гражданкой и проживала в США. Считается, что его посмертное состояние составило от 500 млн до 1 млрд долларов США.

## В культуре
Знаменитый аргентинский писатель Хулио Кортасар мечтал и собирался написать книгу об убийстве А. Сомосы, но неожиданная смерть писателя сорвала эти планы. Остались лишь воспоминания о встрече Энрике Горриарана и Кортасара, когда они беседовали несколько часов.
Его образ в кино воплотили Ллойд Баттиста в фильме «Последний самолёт» и Рене Энрикес в фильме «Под огнём».

## Дополнительные сведения
- Имел рост 190 см[1].